# Ai Mori
Ai Mori (jap. 森 秋彩 Mori Ai; ur. 17 września 2003 w Kawasaki) – japońska wspinaczka sportowa, specjalizująca się boulderingu, prowadzeniu oraz we wspinaczce łącznej. Brązowa medalistka mistrzostw świata we wspinaczce sportowej w konkurencji prowadzenie w 2019, olimpijka z Paryża 2024.

## Kariera sportowa
W 2019 w japońskim Hachiōji na mistrzostwach świata zdobyła brązowy medal w konkurencji prowadzenie, a w klasyfikacji generalnej wspinaczki łącznej zajęła 6. miejsce. Została wspinaczką, która nie uzyskała bezpośredniego awansu na igrzyska olimpijskie we wspinaczce sportowej, dodatkowo została wyprzedzona przez koleżankę z reprezentacji Miho Nonakę, która zajęła 5. miejsce we wspinaczce łącznej. 
 W Tuluzie na światowych kwalifikacjach do igrzysk olimpijskich zajęła ponownie wysokie piąte miejsce, które również i tym razem nie zapewniało jej kwalifikacji na IO 2020 w Tokio.

## Osiągnięcia

### Mistrzostwa świata
| Konkurencje        | 2019 |
| Bouldering         | 31   |
| Prowadzenie        | 3    |
| Wspinaczka na czas | 60   |
| Wspinaczka łączna  | 6    |